# Blues and Vanilla
Blues and Vanilla - Jack Montrose Quintet est un album de jazz West Coast du saxophoniste Jack Montrose. 

## Enregistrement
L'album est constitué de deux faces différentes. La première comprend une seule pièce, un concertino da camera sous-titré Blues and Vanilla, exemple des recherches des musiciens West Coast pour intégrer les formes de la musique classique dans le jazz. Les sessions sont supervisées par Shorty Rogers.

### Musiciens
Les sessions sont enregistrées par deux quintets qui sont composés de:
- 13 novembre 1956 : Jack Montrose (ts), Joe Maini (as), Red Norvo (vb), Walter Clark (b), Shelly Manne (d).
- 24 et 26 décembre 1956 : Jack Montrose (ts), Red Norvo (vb), Jim Hall (g), Max Bennett (b), Bill Dolney (d).

### Dates et lieux
- 1 : Hollywood, Los Angeles, Californie, 13 novembre 1956
- 2, 3, 4, 5, 6 : Hollywood, Los Angeles, Californie, 24 décembre 1956 et 26 décembre 1956

## Titres
| N°     | Titre                                    | Compositeur                                | Durée |
| ------ | ---------------------------------------- | ------------------------------------------ | ----- |
| Face 1 |                                          |                                            |       |
| 1.     | Concertino da Camera (Blues and Vanilla) | Jack Montrose                              |       |
|        |                                          |                                            |       |
| Face 2 |                                          |                                            |       |
| 2.     | Bockhanal                                | Jack Montrose                              |       |
| 3.     | Don't Get Around Much Anymore            | Duke Ellington, Bob Russell                |       |
| 4.     | Bernie's Tune                            | Jerry Leiber, Bernard Miller, Mike Stoller |       |
| 5.     | For the Fairest                          | Jack Montrose                              |       |
| 6.     | A Dandy Line                             | Jack Montrose                              |       |

## Discographie
- 1957, RCA Victor Records - LPM-1451 (LP)

## Référence
- Jack Montrose, Liner notes de l'album RCA Victor Records, 1957.